# Aureopteryx infuscatalis
Aureopteryx infuscatalis là một loài bướm đêm trong họ Crambidae.